# Washington Township (Auglaize County, Ohio)
Washington Township ist eines von 14 Townships des Auglaize Countys im US-Bundesstaat Ohio. Nach der Volkszählung im Jahr 2000 waren hier 2320 Einwohner registriert.

## Geografie
Washington Township liegt südwestlich des geografischen Zentrums des Auglaize Countys im Nordwesten von Ohio und grenzt im Uhrzeigersinn an die Townships: Moulton Township, Duchouquet Township, Pusheta Township, Dinsmore Township im Shelby County, Van Buren Township (Shelby County), Saint Marys Township und Noble Township.

## Verwaltung
Das Township wird durch ein Board of Trustees, bestehend aus drei gewählten Mitgliedern, verwaltet. Zwei Personen werden jeweils im Jahr nach der Präsidentschaftswahl gewählt und eine jeweils im Jahr davor. Die Amtszeit dauert in der Regel vier Jahre und beginnt jeweils am 1. Januar. Daneben gibt es noch einen Township Clerk (Schriftführer), der ebenfalls im Jahr vor der Präsidentschaftswahl auf eine vierjährige Amtszeit gewählt wird. Dessen Amtszeit beginnt jeweils am 1. April.